# محاصره

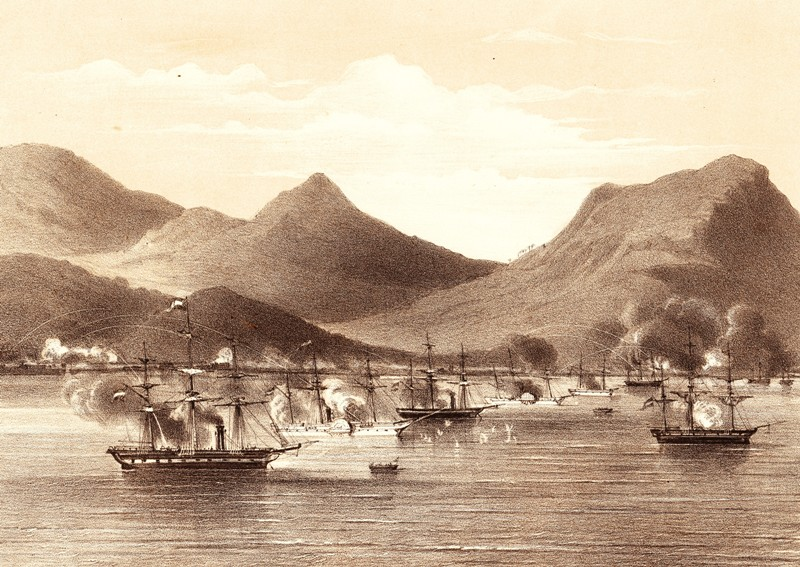
محاصره شهر

محاصره یا شهربندان تلاش برای قطع منابع کالای غیرمجاز، مواد جنگی یا ارتباطات از یک منطقه خاص توسط زور، در بخشی وسیع یا به‌طور کامل است. محاصره نباید با تحریم اقتصادی یا تحریم بین‌المللی که موانع قانونی برای تجارت هستند، اشتباه گرفته شود. شهربندان همچنین از محاصره نظامی که معمولاً محاصره یک قلعه یا شهر است، متمایز است و به کل یک کشور یا منطقه اشاره دارد.